# Kungliga Patriotiska Sällskapet
Denna artikel handlar det sällskap som 1772 utbröts ur Pro Patria, för det ursprungliga sällskapet se Pro Patria.
Kungliga Patriotiska Sällskapet är ett sällskap stiftat 1766 och fram till 1772 en del av sällskapet Pro Patria. Dess första grundregler fastställdes 1772 av Gustav III med avsikt att bidra till att utveckla dåtidens stora näring, lantbruket. Att kungen själv bidrog med både titel och underskrift av stadgarna var naturligt, eftersom det gällde ett samfund för ledande personer i riket. Ett ytterligare skäl var att det vid den tiden kunde behövas en officiell sanktion för att bilda sällskap eller hålla möten. Liksom i de kungliga akademierna väljs ledamöterna in i sällskapet.
Verksamheten är politiskt obunden.
Perioden 1984 till 2011 delade sällskapet ut Gösta Berg-medaljen.

## Historik
Under 1760-talet antas namnet ”Svenska Patriotiska Sällskapet till konsters, slöjders och rikets näringars uppmuntran”. År 1772 utfärdades kunglig stadfästelse av Sällskapets grundregler, varefter Sällskapet kallades Kungl. (Svenska) Patriotiska Sällskapet.
Fram till mitten av 1800-talet var sällskapets verksamhet inriktad på att främja både jordbruk och industri. Men när Kungliga Lantbruksakademien grundades år 1811, koncentrerades Sällskapets verksamhet runt näringsliv och industri.
Förste ordförande var riksrådet Carl Fredrik Scheffer, Gustav III:s mentor och lärare. År 1775 skänkte han 72 000 daler kopparmynt, vilket skapade en stabil ekonomi. Scheffer, som varit minister i Paris, vurmade för bildning, kultur och upplysningstidens strömningar. Sällskapet kom att intressera sig för teknisk utrustning för livräddning till sjöss, inspirera bönderna till biodling, intressera folk att äta svamp med mera. Stora penningsummor som 25 000 sattes upp som pris för den som bäst kunde belysa intressanta ämnen. Ett sådant ämne som blev mycket uppmärksammat var anskaffande av en svensk klädedräkt.
Begreppet "patriot" stod vid tiden för sällskapets bildande för en person som arbetade för det allmännas bästa och inte bara för egen vinning.
Det gällde att sprida nyttiga upplysningar så att djur och människor slapp undan vårsvälten. Idén kom från andra europeiska länder, bland annat Storbritannien, varifrån man införde växelbruket. Sällskapet tillhandahöll också utsäde till vallväxter som foderlusern. Sällskapet visade miniatyrer av olika plogar och andra jordbruksredskap i kunskapsuppbyggande syfte. Flertalet av dessa modeller införlivades i Kungliga Skogs- och Lantbruksakademiens lantbruksmuseum i Stockholm. Då museet lades ned donerades samlingen 1969 till Nordiska museet där modellerna förvaras idag.
Sällskapet har sedan 1800-talet stött hantverksundervisning i skolorna och även skickliga företag inom traditionella konsthantverk som Carl Malmstensskolan och K.A. Almgrens sidenväveri. Syftet är att bevara goda hantverkstraditioner som bland annat ligger till grund för exportframgångar inom exempelvis möbel- och glasindustrin.
Under 1700-talet gav sällskapet ut egna skrifter, och folkbildningen stöddes genom bidrag till sockenbibliotek. För att kunna föra ut informationen skapades Hushållningsjournalen, en månatlig tidskrift med praktiska råd och vetenskapliga artiklar. Den utkom 1776–89 och Ny journal uti hushållningen 1790–1813, sammantaget i 27 år. I förlängningen ledde detta till skapandet av Hushållningssällskapen och att landshövdingarna fick ansvar för att föra ut kunskap om modernt lantbruk.
Stödet till folkbildning och forskning har innefattat även institutioner, till exempel Skansen, Handarbetets vänner, Fredrika-Bremer-förbundet och det nedbrunna Stifts- och landsbiblioteket i Linköping.

## Sällskapets medaljer
Sällskapet utgav skådepengar till uppmuntran av dugliga bönder, forskare med flera. Även minnesgåvor som silverbägare och hattband delades ut. År 1802 fick sällskapet tillstånd att utge medaljer med kungens bild. Det fortgår även idag – medaljerna förkortas med förleden PatrS kompletterat med valör och storlek. Däremot verkar sällskapet i sig förkortas KPS i arkivmaterial. 
Företag och organisationer kan i sällskapets namn belöna medarbetare för uppskattad arbetsinsats efter 15, 20 och 25 år, alternativt för betydande gärning för ideellt arbete. Ytterligare medaljer är Trädgårdsmedaljen samt Emmerymedaljen för folk inom sjöfart. Den instiftades 1781 av J.F.F. Emmery, den svenske konsuln i Dunkerque.
Därutöver får varje år ett antal personer med starkt ägarinflytande sällskapets Näringslivsmedalj för att de under lång tid byggt upp en verksamhet som utvecklar Sverige och ger arbetstillfällen. Basen i sällskapets ledamöter är sedan gammalt landshövdingarna. De vet vad som händer i deras del av landet och kommer med förslag till näringslivsmedaljörer. Därtill finns representanter för vetenskap och näring, som föreslår utifrån sina perspektiv.
Gösta Berg-medaljen delas sedan 1984 ut till framstående forskare som verkat i Gösta Bergs anda, det vill säga inom folklivsforskning, kulturminnesvård och nordeuropeisk arkeologi.

## Medalj för bevarande av svenskt kulturarv
Kulturarvsmedaljen delas ut av Kungliga Patriotiska Sällskapet sedan 2012. Sällskapet vill på detta sätt lyfta fram betydelsen av de många oegennyttiga och engagerade arbetsinsatser som enskilda, företag, församlingar och föreningar gör i syfte att bevara, utveckla och tillgängliggöra det svenska kulturarvet. Medaljen är handgjord och i 18 karats guld med kungens bild på åtsidan.
Tidigare medaljörer är Alexander Husebye, Carl Gustaf von Ehrenheim, Antonia Ax:son Johnson och Viveca Ax:son Johnson, Anders Wall, Barbro Osher.

## Medalj för betydande fostrargärning
1830 beslöt Sällskapet att instifta en utmärkelse i form av ett silverkors att utdelas som belöning för berömvärd fostrargärning. Medaljen har numera en annan form och utdelas inom uppfostrans och lärandets områden.
På senare tid har medaljen tilldelats: Inger Enkvist, Birgitta Notlöf, Nina Balabina, Louise Westerberg, Louise Ankarcrona, Magnus Härenstam, Anders Carlberg.
Medaljens motiv är en ängel som blåser på glöden så att elden tar sig, vilket också är Kungl. Patriotiska Sällskapets emblem sedan 1700-talet. Det är precis det som denna medalj skall premiera, att ”elda på” och inspirera lärandeprocesser.

## För betydande gärning
Medaljen ’’För betydande gärning’’ hette tidigare ’’För långvarig gagnande verksamhet’’. 
Den kan tilldelas på sällskapets eget initiativ, vilket sker sällan. I denna form har den tilldelats bland annat följande personer:
- Fredrik Sjöberg (2016)[4]
- Marie Ledin (2016)

Därutöver kan sällskapet tilldela medaljen på förslag av förening eller liknande. Antalet utdelade är runt femton om året. I denna form har den tilldelats bland annat följande personer:
- Tommy Adamsson (2012)[5]
- Jonas Arnell (2015)
- Johan Groth (2016)
- Karl-Ivar Jonasson (2016)[6]

## Medalj för gagnerik gärning inom svenskt näringsliv
Näringslivsmedaljen är Kungl. Patriotiska Sällskapets hedersbevis för utomordentligt entreprenörskap. Den delas ut årligen sedan 1984 och det är Sällskapets ledamöter som nominerar medaljkandidaterna. Syftet med Näringslivsmedaljen är att hedra företagsledare som med ägarinflytande utvecklat framgångsrika företag och därigenom arbetat för ett välmående Sverige.

## Sällskapet i dag
Idag omfattar stödet bidrag till forskning och tryckning av publikationer som kan främja näringar i allmänhet och Sveriges konkurrenskraft i synnerhet. Understödsfonden, som bildades i mitten av 1950-talet, ger ekonomiskt bidrag till projekt som rör näringarna, inom forskning och utbildning.  Omkring 700 ansökningar kommer årligen in till Sällskapet, som delar ut till omkring 10 %. Det är ofta i form av tryckbidrag till böcker inom samhällsvetenskaplig eller humanistisk forskning, ofta till smala böcker som annars inte hade kunnat komma ut. Även breddforskningen premieras i form stöd till hembygdsböcker, ett viktigt bidrag till att skapa forskningskompetens på bred front i Sverige.
Understödsfonden ger också bidrag till vård och uppfostran av barn samt hjälpverksamhet. Stöd går till handikapporganisationer och liknande som driver kunskapsutvecklande projekt. De är organisationer som försöker komma till rätta med samhällsproblem såsom narkotika, mobbning och utsatta människors situation. Under 1800-talet stöddes den finskspråkiga befolkningens integration i Norrland.
Karl Fredrik Björn donerade medel till en donationsfond vars avkastning går till kvinnor över 50 år, som arbetat länge i vården i Stockholms län och har låg inkomst. Ursprungligen belönades gamla trotjänarinnor.